# První vláda Wincentyho Witose
První vláda Wincentyho Witose, nazývaná rovněž Vláda národní obrany (polsky Rząd Obrony Narodowej), byla pátou vládou Druhé Polské republiky pod vedením Wincentyho Witose vytvořená v důsledku polsko-sovětské války. Kabinet byl jmenován 24. července 1920 šéfem státu Józefem Piłsudským po demisi předchozí Grabského vlády. Vláda odstoupila 13. září 1921.

## Vznik vlády
Problémy s vytvořením předchozí Grabského vlády ukázaly, že vznik nové vlády je jen otázkou času. Grabského vláda bez opory v parlamentu postrádala výrazný politický program, čehož si byl vědom premiér i jeho ministři. Již na setkání Grabského s maršálkem Sejmu Wojciechem Trąmpczyńským 28. června 1920 se objevila myšlenka koaliční vlády obrany státu na široké politické bázi, ale středopravicové strany takový projekt odmítly. Levicové strany se pak pokusily vytvořit novou vládu už 1. července. Šéf státu Józef Piłsudski prohlásil, že vznik vlády s podporou celého politického spektra, je životně důležité pro zájmy státu. Kvůli neochotě ke kompromisu mezi levicí a pravicí a kvůli ohrožení země sovětskou invazí byly rozhovory o vytvoření nové vlády odloženy. Později se o ní ale znovu začalo jednat. Poslanec Aleksander de Rosset to navrhl v Sejmu a získal i podporu Piłsudského. Ten sám začal vést jednání všech stran. Nová vláda měla vést jednání s ruskou bolševickou vládou, a proto se nejdůležitějších postů měli ujmout středoví a levicoví politici. Wincenty Witos, který se měl stát premiérem, ale nebyl ve Varšavě, a tak byla jednání odložena do 23. července. Po jeho návratu bylo ohlášeno složení nové vlády, jež byla jmenována 24. července.

## Činnost vlády
Program vlády obsahoval 3 základní body: obranu státu, ukončení války a uzavření spravedlivého a trvalého míru. Kromě toho vláda chtěla realizovat reformy přijaté Sejmem, zastavit zneužívání administrativy a vynutit poslušnost právu. V Sejmu získala vláda sice podporu, ale jinak na ni útočili zástupci národních demokratů i krajně levicových stran, hlavně Komunistické dělnické strany Polska.
Již dva dny po svém jmenování se vláda seznámila s nótami sovětské vlády ohledně zahájení jednání o příměří a souhlasila s jejich návrhem na uskutečnění jednání 30. července v Baranovičích. Tam sovětská strana požadovala jednání o míru v Minsku, ale ta se nakonec uskutečnila v neutrální Rize. Příměří mezi oběma stranami bylo podepsáno 12. října 1920, vstoupilo v platnost šest dní poté. Mírová smlouva byla uzavřena 18. března 1921.
Oddálení ohrožení ze strany Sovětského Ruska vedlo k tomu, že se politici vrátili k původním vnitřním sporům, které komplikovaly činnost vlády, která měla vyřešit řadu ústavních otázek a hraničních sporů. Po odchodu Rudé armády se vláda začala rozpadat a z široké koalice se proměnila ve středový kabinet. Premiér Witos nakonec 13. září 1921 podal demisi.

## Složení vlády
| Portfej                                            | Ministr / člen vlády             | Strana         | Nástup do úřadu    | Odchod z úřadu     |
| -------------------------------------------------- | -------------------------------- | -------------- | ------------------ | ------------------ |
| Předseda vlády                                     | Wincenty Witos                   | PSL Piast      | 24. července 1920  | 13. září 1921      |
| Místopředseda vlády                                | Ignacy Daszyński                 | PPS            | 24. července 1920  | 4. ledna 1921      |
| Ministr zásobování                                 | Stanisław Śliwiński              | ZLN            | 24. července 1920  | 12. ledna 1921     |
| Ministr zásobování                                 | Bolesław Grodziecki              | nestraník      | 12. ledna 1921     | 7. května 1921     |
| Ministr zásobování                                 | Jan Michalski                    | SPN            | 7. května 1921     | 23. června 1921    |
| Ministr zásobování                                 | Jan Stefan Stoiński (úřadující)  | nestraník      | 23. června 1921    | 11. srpna 1921     |
| Ministr zásobování                                 | Władysław Leon Grzędzielski      | PSL Piast      | 11. srpna 1921     | 13. září 1921      |
| Ministr železnic                                   | Kazimierz Bartel                 | PSL Wyzwolenie | 24. července 1920  | 13. prosince 1920  |
| Ministr železnic                                   | Zygmunt Jasiński                 | nestraník      | 13. prosince 1920  | 13. září 1921      |
| Ministr kultury a umění                            | Jan Fryderyk Heurich (úřadující) | nestraník      | 24. července 1920  | 11. srpna 1921     |
| Ministr kultury a umění                            | Maciej Rataj (úřadující)         | PSL Piast      | 11. srpna 1921     | 13. září 1921      |
| Ministr pošt a telegrafů                           | Władysław Stesłowicz             | SPN            | 24. července 1920  | 13. září 1921      |
| Ministr práce a sociální péče                      | Edward Pepłowski                 | NPR            | 24. července 1920  | 10. března 1921    |
| Ministr práce a sociální péče                      | Jan Stanisław Jankowski          | NPR            | 10. března 1921    | 11. května 1921    |
| Ministr práce a sociální péče                      | Ludwik Darowski                  | nestraník      | 1. června 1921     | 13. září 1921      |
| Ministr průmyslu a obchodu                         | Wiesław Chrzanowski              | ZLN            | 24. července 1920  | 26. listopadu 1920 |
| Ministr průmyslu a obchodu                         | Stefan Przanowski                | ZM             | 26. listopadu 1920 | 13. září 1921      |
| Ministr veřejných prací                            | Gabriel Narutowicz               | nestraník      | 24. července 1920  | 13. září 1921      |
| Ministr zemědělství                                | Juliusz Poniatowski              | PSL Wyzwolenie | 24. července 1920  | 17. února 1921     |
| Ministr zemědělství                                | Józef Raczyński                  | nestraník      | 28. února 1921     | 13. září 1921      |
| Ministr státního pokladu                           | Władysław Grabski                | ZLN            | 23. června 1920    | 25. listopadu 1920 |
| Ministr státního pokladu                           | Ignacy Weinfeld (úřadující)      | nestraník      | 25. listopadu 1920 | 26. listopadu 1920 |
| Ministr státního pokladu                           | Jan Kanty Steczkowski            | SPN            | 26. listopadu 1920 | 13. září 1921      |
| Ministr vnitra                                     | Leopold Skulski                  | NZL            | 24. července 1920  | 28. června 1921    |
| Ministr vnitra                                     | Władysław Raczkiewicz            | nestraník      | 28. června 1921    | 13. září 1921      |
| Ministr vojenství                                  | Józef Leśniewski                 | nestraník      | 24. července 1920  | 9. srpna 1920      |
| Ministr vojenství                                  | Kazimierz Sosnkowski             | nestraník      | 9. srpna 1920      | 13. září 1921      |
| Ministr zahraničí                                  | Eustachy Sapieha                 | nestraník      | 24. července 1920  | 24. května 1921    |
| Ministr zahraničí                                  | Jan Dąbski (úřadující)           | PSL Piast      | 24. května 1921    | 11. června 1921    |
| Ministr zahraničí                                  | Konstanty Skirmunt               | nestraník      | 11. června 1921    | 13. září 1921      |
| Ministr spravedlnosti                              | Stanisław Nowodworski            | PSChD          | 24. července 1920  | 19. června 1921    |
| Ministr spravedlnosti                              | Bronisław Sobolewski             | nestraník      | 19. června 1921    | 13. září 1921      |
| Ministr náboženství a veřejného vzdělávání         | Maciej Rataj                     | PSL Piast      | 24. července 1920  | 13. září 1921      |
| Ministr veřejného zdraví                           | Witold Chodźko                   | nestraník      | 24. července 1920  | 13. září 1921      |
| Ministr pro záležitosti dřívějšího pruského záboru | Władysław Kucharski              | ZLN            | 24. července 1920  | 23. srpna 1921     |
| Ministr pro záležitosti dřívějšího pruského záboru | Juliusz Trzciński                | nestraník      | 23. srpna 1921     | 13. září 1921      |